# Bowler (Wisconsin)
Bowler – wieś w Stanach Zjednoczonych, w stanie Wisconsin, w hrabstwie Shawano.